# NGC 5118
NGC 5118 (другие обозначения — IC 4236, UGC 8413, MCG 1-34-19, ZWG 44.78, IRAS13209+0639, PGC 46782) — спиральная галактика с перемычкой (SBc) в созвездии Дева.
Галактика имеет спутник — PGC 46795.
Галактика была открыта Гершелем в 1793 году, и затем переоткрыта Свивтом в 1797 как IC 4236 с небольшой ошибкой в координатах.
Объект излучает в инфракрасном диапазоне и имеет области H II.
Этот объект входит в число перечисленных в оригинальной редакции «Нового общего каталога».